# Prvenstvo Avstralije 1912
Prvenstvo Avstralije 1912 v tenisu.

## Moški posamično
James Cecil Parke :  Alfred Beamish, 3–6, 6–3, 1–6, 6–1, 7–5

## Moške dvojice
Charles Dixon /  James Cecil Parke :  Alfred Beamish /  Gordon Lowe, 6–4, 6–4, 6–2